# Ángelo Sagal
Ángelo Nicolás Sagal Tapia (Talca, 18 de abril de 1993) es un futbolista chileno que se desempeña como extremo o centro delantero y actualmente milita en el AE Larissas de la Superliga de Grecia. Además, ha sido internacional con la selección de Chile desde 2015.

## Trayectoria

### Inicios
Dio sus primeros pasos dentro del fútbol en Unión Independencia, un club amateur de Talca, su ciudad natal. Inicialmente no ocupaba el puesto de delantero, sino que se desempeñaba como lateral izquierdo.
En sus primeros intentos por llegar al fútbol profesional, fue a probar suerte en las divisiones menores de Colo-Colo, donde los constantes cambios de entrenador hicieron peligrar su deseo de ser profesional. Finalmente fue rechazado por el club albo por ser "flaco y muy chico".
Ante ello, en 2012 optó por volver a Talca y sumarse al equipo local, Rangers. En dicha institución lograría debutar en la Primera División de Chile.

### Rangers de Talca (2011-2013)
Una vez en Rangers, sería dirigido por Dalcio Giovagnoli, quién lo acogió tras su fallido paso por la capital. “Lo tuve cuando volvió de Colo Colo. Le afectó no quedar en ese club, pero se supo sobreponer rápidamente”, declaró el argentino a La Tercera. “Tenía 18 años, su etapa de juvenil. Se percibía que iba a ser un jugador destacado, ya tenía gran proyección. Asimilaba muy bien los conceptos que le entregaba”. En el año 2012, jugó 22 partidos, siendo titular en la mayoría de estos, destacando en la campaña en el Torneo Clausura 2012, donde Sagal junto a Rangers estuvieron a un paso de llegar a la final de los play-offs, siendo eliminados por Huachipato en un global de 1-2.
Pese a ser, en ese entonces, un jugador de gran proyección, Dalcio Giovagnoli no lo tuvo en sus planes para el segundo semestre de 2013, relegándolo a jugar por el equipo "B", situación que el jugador no vería con buenos ojos, por lo cual emigró a Huachipato para reemplazar a Nicolás Crovetto, quien había sido transferido a Colo-Colo.

### Huachipato (2013-2017)
En 2013, dio el paso que lo consolidaría como futbolista profesional y lo posicionaría en la Primera División de Chile. Al momento de terminar su vínculo con Rangers, Jorge Pellicer, quien conducía Huachipato, pidió ficharlo: “Lo vimos en un amistoso ante nosotros. Supimos que quedaba en libertad de acción y nos fuimos con todo para ficharlo. Tenía unas condiciones notables. Proyectaba mucho, de jovencito. Es un jugador muy explosivo, de gran juego aéreo, de muy buena pegada. Puede jugar por izquierda o derecha. Ahora está jugando más adelante y creo que está excelentemente ubicado. Tiene características de delantero”.
En los acereros se consolidaría como un jugador ofensivo, ocupando la posición por la cual se hizo más conocido en el medio nacional, desempeñándose como extremo o centro delantero, ganándose un puesto de titular indiscutido en el equipo siderúrgico.
Ya instaurado como uno de los principales agentes ofensivos del cuadro de la Octava Región, supo ganarse a la hinchada mostrando sus cualidades y trabajo constante. Múltiples veces dijo estar enfocado sólo en Huachipato, incluso  declarándose hincha del cuadro de Talcahuano. Mostrando tranquilidad ante el interés y/o posibilidad de emigrar a un club "grande", comentó: "No estoy apresurado. Las cosas pasan por algo y se van a dar con el tiempo. Si no fue ahora, será después.".
Durante fines de 2016 y enero de 2017 se le vinculó con equipos como Universidad de Chile y Colo-Colo, pero ninguna oferta llegó a concretarse, quedándose en Huachipato por lo que quedaba del Torneo de Clausura 2017, ya convertido en un jugador emblemático y principal carta de gol para el elenco del sur de Chile.
Tras una gran temporada con los siderúrgico, con 10 goles en 33 encuentros, Ángelo Sagal sería convocado a la selección chilena para disputar la Copa FIFA Confederaciones 2017, quedando en la nómina final de los jugadores que viajarían a Rusia, tras las bajas por lesión de Nicolás Castillo y Felipe Mora, hecho que aumentaría el interés por el atacante talquino de 24 años.
Posteriormente, tras varios rumores de ofertas, se hizo público el interés del Club de Fútbol Pachuca, equipo dispuesto a desembolsar US$ 2 millones por la compra del 80% del pase del jugador a Huachipato; interés que se concretaría el 16 de junio de 2017 cuando Ángelo Sagal fue oficializado como nuevo jugador del Pachuca en la cuenta oficial de Twitter del equipo azteca. Sagal emigraría a tierras mexicanas para ser dirigido por el uruguayo Diego Alonso y con la opción de participar en el Mundial de Clubes en Emiratos Árabes Unidos con los tuzos, además de compartir camarín con el también seleccionado nacional Edson Puch en el elenco azteca, todo después de su participación internacional con la selección de Chile en Rusia.
Así Ángelo Sagal cerraría una etapa de 4 años en Huachipato, club que lo consagró como futbolista profesional y en donde mostró su mejor rendimiento en tierras chilenas. Cabe destacar que Sagal fue el único seleccionado nacional (de la nómina local) que militaba en un equipo fuera de Santiago para la Copa FIFA Confederaciones 2017. Convertido en un referente y un orgullo para el equipo de los obreros del acero, Huachipato fue el único "club de provincia" representado en Rusia y el último club chileno que Sagal defendería antes de su incursión internacional, optando por una alternativa fuera de suelo nacional por sobre el interés de otros equipos "grandes" de Chile como Colo-Colo, Universidad de Chile y Universidad Católica, que también lo pretendían.

### Pachuca (2017-2020)
El Club de Fútbol Pachuca habría hecho público el interés por el entonces atacante acerero y seleccionado nacional chileno y, tras desembolsar US$ 2 millones por la compra del 80% del pase del jugador, oficializaría mediante la plataforma Twitter la llegada de Ángelo Sagal al club para disputar el Torneo de Apertura 2017, posterior a la participación con la selección chilena del jugador en la Copa FIFA Confederaciones 2017. En la Copa Mundial de Clubes 2017, Sagal participó en la semifinal ante Grêmio, ingresando en la prórroga, pero no pudo evitar la derrota del Pachuca por 0-1. A pesar de eso, jugó el partido por el tercer lugar ante el Al-Jazira Sporting Club, donde anotó un gol de penal en la victoria por 4-1 del Pachuca, siendo hasta ahora el cuarto chileno en anotar un gol en el certamen, junto a Cristian Montecinos, Humberto Suazo y Reinaldo Navia, todos jugando en el fútbol mexicano.

#### Participaciones en Mundial de Clubes
| Copa                        | Sede                   | Partidos | Goles | Resultado    |
| --------------------------- | ---------------------- | -------- | ----- | ------------ |
| Copa Mundial de Clubes 2017 | Emiratos Árabes Unidos | 3        | 1     | Tercer lugar |

## Selección nacional
Debutó en la selección adulta un 28 de enero de 2015 citado por el entonces DT de la selección chilena, Jorge Sampaoli, en un encuentro amistoso como local contra Estados Unidos, ingresando al minuto 89' por Mark González, la figura del partido en el triunfo por 3-2 en el Estadio El Teniente de Rancagua .
Tras la llegada del técnico colombiano Reinaldo Rueda a la selección, Sagal fue convocado en marzo de 2018 para los partidos ante Suecia y Dinamarca, en ambos siendo titular y jugando regular, destacando en varias jugadas. Ante el primero, Chile ganó por 2-1 y ante el segundo, empataron a 0.
En mayo del mismo año, volvió a ser convocado, esta vez para los partidos ante Rumania, Serbia y Polonia. Ante los rumanos, Sagal jugó por la banda derecha y jugó todo el partido, siendo muy irregular. Chile perdió 3-2 aquel partido. Ante los serbios, Sagal jugó nuevamente por la banda derecha y fue cambiando de banda con Junior Fernandes, siendo intrascendente y fue reemplazado en el minuto 87 por Martín Rodríguez, quien veinte segundos después del cambio, daría la asistencia a Guillermo Maripán para el gol de la victoria chilena por 1-0.
Ante Polonia, Sagal comenzó jugando por la banda derecha siendo intrascendente, mientras Chile perdía 2-0. Sin embargo, después del segundo gol polaco, se cambió de banda con Junior Fernandes nuevamente y dio la asistencia a Diego Valdés para el descuento chileno, que dio un paso al empate final por 2-2. Sagal fue reemplazado en el minuto 82 por José Bizama.
En septiembre, volvió a ser convocado por Rueda para los partidos ante Japón y Corea del Sur, donde el primero no pudo ser jugado por un terremoto, pero el segundo se jugó el 11 de septiembre en Suwon, donde Sagal jugó un partido nuevamente regular, teniendo la oportunidad de marcar con un zurdazo en el minuto 18. Fue reemplazado en el minuto 87 nuevamente por Martín Rodríguez. Chile empató a 0 con los surcoreanos.
Sagal, fue ratificado como uno de los jugadores del gusto del técnico Rueda, al ser convocado ante Perú y México, encuentros jugados en octubre. Ante los peruanos, Sagal tuvo un pésimo partido pese a cambiar de banda con Junior Fernandes como lo venía haciendo hace varios encuentros. Fue reemplazado en el minuto 61 por Víctor Dávila, y tuvo una oportunidad de gol que atajó Pedro Gallese y que Nicolás Castillo falló finalmente. Chile perdió por 3-0 finalmente, quien no perdía un encuentro ante los peruanos desde el 22 de marzo de 2013. Ante México volvió a ser titular, teniendo una oportunidad de gol pero que solo fue un detalle de otro ingrato partido del oriundo de Talca. Fue reemplazado en el minuto 78 por Castillo, quien marcaría el gol de la victoria por 1-0.
A pesar de sus malos partidos, volvió a ser convocado esta vez ante Costa Rica y Honduras, lo que hizo llenar de críticas al técnico Rueda y al jugador. Ante el primero ingresó en el minuto 75 por Sebastián Vegas mientras Chile perdía por 1-3. Cumplió el labor de lateral izquierdo, jugando un mejor partido que los anteriores. Pese a eso, Chile terminó perdiendo por 2-3. Ante Honduras fue titular y tuvo un mejor partido, cumpliendo como extremo derecho. Chile ganó por 4-1 aquel partido, y Sagal jugó los 90 minutos.
En septiembre de 2019 fue llamado para disputar amistosos ante Argentina y Honduras en un ambiente nuevamente de críticas. El 5 de septiembre jugó ante los argentinos, siendo nuevamente intrascendente y fue reemplazado en el entretiempo por Diego Rubio. Chile terminó empatando 0-0.

### China Cup 2017
En diciembre de 2016 fue nuevamente citado a la selección, esta vez por Juan Antonio Pizzi, en reemplazo del lesionado Esteban Paredes, para disputar la China Cup 2017. En enero de 2017 se unió a los entrenamientos de la selección para disputar el torneo en China, en el cual la selección chilena participaría con un equipo alternativo, con miras a probar nuevas variantes.
La Roja debutó el 11 de enero ante Croacia, Sagal ingresó al minuto 82' por Carlos Carmona, finalmente sudamericanos y europeos empatarían 1-1 y en penales Chile ganó por 4-1 y se clasificó a la final.
El 15 de enero, en la Final de la China Cup 2017, Sagal se ganó la confianza de Pizzi y empezó como titular por la banda izquierda, jugando un gran partido y coronandolo con el gol que le dio el título a Chile, anotando de cabeza el único gol del partido tras desborde de Óscar Opazo, finalmente salió al minuto 65' por César Pinares.
Jugó los dos partidos de la China Cup 2017, sumo 73 minutos en la selección adulta y se consagró campeón de dicho certamen anotando el gol del triunfo.

### Copa FIFA Confederaciones 2017

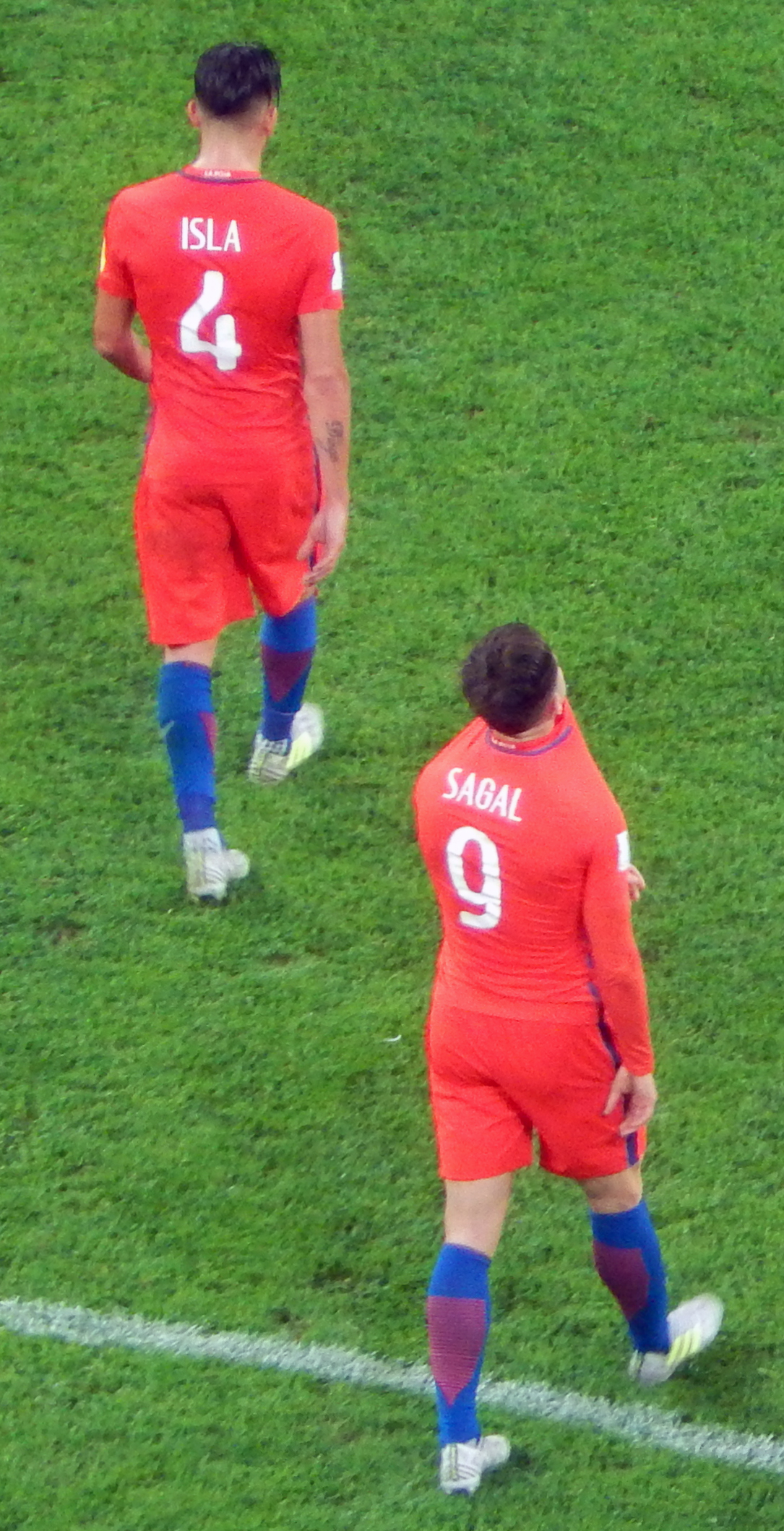
Sagal y Mauricio Isla después de la Final de la Copa Confederaciones con.

Posterior al torneo asiático, su paso por la selección absoluta le daría chances de vestir de rojo otra vez, ya que el domingo 21 de mayo de 2017 se informa que Sagal sería nuevamente considerado por Pizzi en la prenómina de jugadores locales para la selección chilena que viajaría a Rusia para la participación en la Copa FIFA Confederaciones 2017. La nómina final de los 23 jugadores que participarían en dicha competición sería informada el viernes 2 de junio de 2017 después de un amistoso internacional contra la selección de Burkina Faso, semifinalista de la última Copa Africana de Naciones 2017.
El partido que según Juan Antonio Pizzi serviría para jugar contra un rival similar a Camerún (último campeón de la Copa Africana de Naciones 2017 y primer rival a jugar en la Copa FIFA Confederaciones 2017) quedaría marcado por la polémica, ya que la selección de Burkina Faso se presentaría con un equipo alternativo, en el cual el único integrante del once que se consolidó como semifinalista de la Copa Africana de Naciones 2017 sería el tercer arquero Aboubacar Sawadogo, tal accionar con llevaría a un incumplimiento del contrato por el partido y en consecuencia, la ANFP tomaría acciones legales para la devolución de dineros. Durante la preparación del polémico duelo, se confirmaría la ausencia de Nicolás Castillo por una lesión en el tobillo y posteriormente, poco antes del encuentro contra la selección africana, Felipe Mora se confirmaría como otra baja para la selección, en donde asomó Ángelo Sagal para ocupar un lugar de titular en el partido con miras a probar variantes en la Roja. Sagal anotaría el tercer tanto de un partido que finalizaría 3 a 0 a favor de Chile al minuto 86 tras centro de Leonardo Valencia, Sagal marco de cabeza su segundo gol en un total de 4 presencias y además, se confirmaría su inclusión en la nómina final de la selección para la Copa FIFA Confederaciones.
No sería hasta la final el debut de Sagal en la Copa FIFA Confederaciones 2017, ingresando al minuto 80' por Eduardo Vargas. En el 83' Puch disputó un balón con Ter Stegen y este se la cedió a Ángelo para que disparara al arco, mandándola por sobre el travesaño. Finalmente Chile cayó por 1-0 ante Alemania y fue subcampeón en continente europeo.
Sagal jugó un partido en la Confederaciones y sumó 10 minutos en cancha, después de la Final, fue increpado e insultado por un grupo de hinchas en su regreso a Chile.

### Copa América 2019
Tras la lesión de Edson Puch, Reinaldo Rueda lo nominó en la lista de 23 jugadores convocados para disputar la Copa América 2019 en Brasil.
No jugó ni el amistoso preparativo ante Haití (2-1) ni los partidos de la fase de grupos ante Japón (4-0), Ecuador (2-1) y Uruguay (0-1). Chile se clasificó como segundo de grupo a cuartos de final con 6 puntos, debajo de los 7 de Uruguay.
Chile se enfrentó ante Colombia en los cuartos de final y Chile pasó por penales ganando 5-4 tras un empate 0-0 en los 90 minutos. Sagal no jugó. Debutó en semifinales ante Perú mientras Chile caía por 2 a 0, entró en el entretiempo por José Pedro Fuenzalida. Sagal entró poquísimo en juego y Chile cayó por 0-3, siendo eliminado de la Copa América.

#### Participaciones en Copas FIFA Confederaciones
| Mundial                        | Sede  | Resultado  | PJ | Goles | Asistencias |
| ------------------------------ | ----- | ---------- | -- | ----- | ----------- |
| Copa FIFA Confederaciones 2017 | Rusia | Subcampeón | 1  | 0     | 0           |

#### Participaciones en Copa América
| Torneo            | Sede   | Resultado    | Partidos | Goles |
| ----------------- | ------ | ------------ | -------- | ----- |
| Copa América 2019 | Brasil | Cuarto lugar | 1        | 0     |

### Partidos internacionales
Actualizado hasta el 5 de septiembre de 2019.
| Partidos internacionales | Partidos internacionales | Partidos internacionales                                      | Partidos internacionales | Partidos internacionales | Partidos internacionales | Partidos internacionales | Partidos internacionales | Partidos internacionales  |
| N.º                      | Fecha                    | Estadio                                                       | Local                    | Resultado                | Visitante                | Goles                    | Asistencias              | Competición               |
| ------------------------ | ------------------------ | ------------------------------------------------------------- | ------------------------ | ------------------------ | ------------------------ | ------------------------ | ------------------------ | ------------------------- |
| 1                        | 28 de enero de 2015      | Estadio El Teniente, Rancagua, Chile                          | Chile                    | 3-2                      | Estados Unidos           |                          |                          | Amistoso                  |
| 2                        | 11 de enero de 2017      | Guangxi Sports Center, Nanning, China                         | Chile                    | 1-1 4-1p                 | Croacia                  |                          |                          | China Cup 2017            |
| 3                        | 15 de enero de 2017      | Guangxi Sports Center, Nanning, China                         | Islandia                 | 0-1                      | Chile                    |                          |                          | China Cup 2017            |
| 4                        | 2 de junio de 2017       | Estadio Nacional Julio Martínez Prádanos, Santiago, Chile     | Chile                    | 3-0                      | Burkina Faso             |                          |                          | Amistoso                  |
| 5                        | 9 de junio de 2017       | VEB Arena, Moscú, Rusia                                       | Rusia                    | 1-1                      | Chile                    |                          |                          | Amistoso                  |
| 6                        | 2 de julio de 2017       | Estadio Krestovski, San Petersburgo, Rusia                    | Chile                    | 0-1                      | Alemania                 |                          |                          | Copa Confederaciones 2017 |
| 7                        | 24 de marzo de 2018      | Friends Arena, Estocolmo, Suecia                              | Suecia                   | 1-2                      | Chile                    |                          |                          | Amistoso                  |
| 8                        | 27 de marzo de 2018      | Aalborg Portland Park, Aalborg, Dinamarca                     | Dinamarca                | 0-0                      | Chile                    |                          |                          | Amistoso                  |
| 9                        | 31 de mayo de 2018       | Sportzentrum Graz-Weinzödl, Graz, Austria                     | Rumania                  | 3-2                      | Chile                    |                          |                          | Amistoso                  |
| 10                       | 4 de junio de 2018       | Stadion Graz-Liebenau, Graz, Austria                          | Serbia                   | 0-1                      | Chile                    |                          |                          | Amistoso                  |
| 11                       | 8 de junio de 2018       | INEA Stadion, Poznań, Polonia                                 | Polonia                  | 2-2                      | Chile                    |                          | 38' a Diego Valdés       | Amistoso                  |
| 12                       | 11 de septiembre de 2018 | Suwon World Cup Stadium, Suwon, Corea del Sur                 | Corea del Sur            | 0-0                      | Chile                    |                          |                          | Amistoso                  |
| 13                       | 12 de octubre de 2018    | Hard Rock Stadium, Miami, Estados Unidos                      | Perú                     | 3-0                      | Chile                    |                          |                          | Amistoso                  |
| 14                       | 16 de octubre de 2018    | Estadio La Corregidora, Querétaro, México                     | México                   | 0-1                      | Chile                    |                          |                          | Amistoso                  |
| 15                       | 16 de noviembre de 2018  | Estadio El Teniente, Rancagua, Chile                          | Chile                    | 2-3                      | Costa Rica               |                          |                          | Amistoso                  |
| 16                       | 20 de noviembre de 2018  | Estadio Germán Becker, Temuco, Chile                          | Chile                    | 4-1                      | Honduras                 |                          |                          | Amistoso                  |
| 17                       | 3 de julio de 2019       | Arena do Grêmio, Porto Alegre, Brasil                         | Chile                    | 0-3                      | Perú                     |                          |                          | Copa América 2019         |
| 18                       | 5 de septiembre de 2019  | Los Angeles Memorial Sports Arena, California, Estados Unidos | Chile                    | 0-0                      | Argentina                |                          |                          | Amistoso                  |
| Total                    |                          |                                                               | Presencias               | 18                       | Goles                    | 2                        |                          |                           |

| Selección chilena | Selección chilena | Selección chilena |
| Año               | Partidos          | Goles             |
| ----------------- | ----------------- | ----------------- |
| 2015              | 1                 | 0                 |
| 2017              | 5                 | 2                 |
| 2018              | 10                | 0                 |
| 2019              | 2                 | 0                 |
| Total             | 18                | 2                 |

#### Goles con la selección nacional
Actualizado hasta el 2 de junio de 2017.
| 1 | 15 de enero de 2017 | Guangxi Sports Center, Nanning, China      | Islandia     | 0 – 1 | 0 – 1 | China Cup 2017 |
| 2 | 2 de junio de 2017  | Estadio Nacional de Chile, Santiago, Chile | Burkina Faso | 3 – 0 | 3 – 0 | Amistoso       |

## Estadísticas
Actualizado al último partido disputado el 30 de abril de 2025.
| Club                     | Div.          | Temporada     | Liga  | Liga  | Liga   | Copas | Copas | Copas  | Internacional | Internacional | Internacional | Total | Total | Total  | Media goleadora |
| Club                     | Div.          | Temporada     | Part. | Goles | Asist. | Part. | Goles | Asist. | Part.         | Goles         | Asist.        | Part. | Goles | Asist. | Media goleadora |
| ------------------------ | ------------- | ------------- | ----- | ----- | ------ | ----- | ----- | ------ | ------------- | ------------- | ------------- | ----- | ----- | ------ | --------------- |
| Rangers de Talca · Chile | 2.ª           | 2011          | 3     | 0     | 0      | 2     | 0     | 0      | —             | —             | —             | 5     | 0     | 0      | 0               |
| Rangers de Talca · Chile | 1.ª           | 2012          | 22    | 0     | 0      | 9     | 1     | 0      | —             | —             | —             | 31    | 1     | 0      | 0.03            |
| Rangers de Talca · Chile | 1.ª           | 2013          | 2     | 0     | 0      | —     | —     | —      | —             | —             | —             | 2     | 0     | 0      | 0               |
| Rangers de Talca · Chile | Total club    | Total club    | 27    | 0     | 0      | 11    | 1     | 0      | 0             | 0             | 0             | 38    | 1     | 0      | 0.03            |
| Rangers 'B' · Chile      | 3.ª           | 2012          | 8     | 0     | 0      | —     | —     | —      | —             | —             | —             | 8     | 0     | 0      | 0               |
| C. D. Huachipato · Chile | 1.ª           | 2013-14       | 22    | 0     | 0      | 7     | 0     | 0      | —             | —             | —             | 29    | 0     | 0      | 0               |
| C. D. Huachipato · Chile | 1.ª           | 2014-15       | 16    | 4     | 2      | 3     | 0     | 0      | 5             | 1             | 0             | 24    | 5     | 2      | 0.21            |
| C. D. Huachipato · Chile | 1.ª           | 2015-16       | 15    | 3     | 2      | 4     | 1     | 0      | —             | —             | —             | 19    | 4     | 2      | 0.21            |
| C. D. Huachipato · Chile | 1.ª           | 2016-17       | 29    | 9     | 2      | 4     | 1     | 0      | —             | —             | —             | 33    | 10    | 2      | 0.3             |
| C. D. Huachipato · Chile | Total club    | Total club    | 82    | 16    | 6      | 18    | 2     | 0      | 5             | 1             | 0             | 105   | 19    | 6      | 0.18            |
| C. F. Pachuca · México   | 1.ª           | 2017-18       | 33    | 7     | 4      | 7     | 1     | 3      | 3             | 1             | 1             | 43    | 9     | 8      | 0.21            |
| C. F. Pachuca · México   | 1.ª           | 2018-19       | 28    | 4     | 2      | 4     | 1     | 0      | —             | —             | —             | 32    | 5     | 2      | 0.16            |
| C. F. Pachuca · México   | Total club    | Total club    | 61    | 11    | 6      | 11    | 2     | 3      | 3             | 1             | 1             | 75    | 14    | 10     | 0.19            |
| F. C. Juárez · México    | 1.ª           | 2019-20       | 24    | 3     | 0      | 3     | 1     | 0      | —             | —             | —             | 27    | 4     | 0      | 0.15            |
| Denizlispor Turquía      | 1.ª           | 2020-21       | 35    | 1     | 5      | 1     | 0     | 1      | —             | —             | —             | 36    | 1     | 6      | 0.03            |
| Gaziantep F. K. Turquía  | 1.ª           | 2021-22       | 30    | 3     | 1      | 3     | 1     | 1      | —             | —             | —             | 33    | 4     | 2      | 0.12            |
| Gaziantep F. K. Turquía  | 1.ª           | 2022-23       | 15    | 2     | 0      | 3     | 0     | 0      | —             | —             | —             | 18    | 2     | 0      | 0.11            |
| Gaziantep F. K. Turquía  | Total club    | Total club    | 45    | 5     | 1      | 6     | 1     | 1      | 0             | 0             | 0             | 51    | 6     | 2      | 0.12            |
| Ferencvaros · Hungría    | 1.ª           | 2023          | 7     | 0     | 1      | —     | —     | —      | —             | —             | —             | 7     | 0     | 1      | 0               |
| Apollon Limassol Chipre  | 1.ª           | 2023-24       | 21    | 7     | 3      | 4     | 1     | 0      | —             | —             | —             | 25    | 8     | 3      | 0.32            |
| Apollon Limassol Chipre  | 1.ª           | 2024-25       | 21    | 2     | 1      | 4     | 2     | 0      | —             | —             | —             | 25    | 4     | 1      | 0.16            |
| Apollon Limassol Chipre  | Total club    | Total club    | 42    | 9     | 4      | 8     | 3     | 0      | 0             | 0             | 0             | 50    | 12    | 4      | 0.24            |
| Total carrera            | Total carrera | Total carrera | 331   | 45    | 23     | 58    | 10    | 5      | 8             | 2             | 1             | 397   | 57    | 29     | 0.14            |
| 1. 2. 3.                 |               |               |       |       |        |       |       |        |               |               |               |       |       |        |                 |

## Palmarés

### Títulos nacionales
| Título              | Club              | País    | Año     |
| ------------------- | ----------------- | ------- | ------- |
| Nemzeti Bajnokság I | Ferencváros T. C. | Hungría | 2022-23 |